# Lanta
Pour les articles homonymes, voir Lanta (homonymie).
Lanta est une commune française située dans le nord-est du département de la Haute-Garonne en région Occitanie.
Sur le plan historique et culturel, la commune est dans le Lauragais, l'ancien « Pays de Cocagne », lié à la fois à la culture du pastel et à l’abondance des productions, et de « grenier à blé du Languedoc ». Exposée à un climat océanique altéré, elle est drainée par la Saune, la Sausse, la Seillonne, le Dagour et par divers autres petits cours d'eau.
Lanta est une commune rurale qui compte 2 269 habitants en 2022, après avoir connu une forte hausse de la population depuis 1975. Elle fait partie de l'aire d'attraction de Toulouse. Ses habitants sont appelés les Lantanais ou  Lantanaises.

## Géographie

### Localisation
La commune de Lanta se trouve dans le département de la Haute-Garonne, en région Occitanie.
Elle se situe à 18 km à vol d'oiseau de Toulouse, préfecture du département, et à 30 km de Revel, bureau centralisateur du canton de Revel dont dépend la commune depuis 2015 pour les élections départementales.
La commune fait en outre partie du bassin de vie de Toulouse.
Sur le plan historique et culturel, Lanta fait partie du Lauragais, occupant une vaste zone, autour de l’axe central que constitue le canal du Midi, entre les agglomérations de Toulouse au nord-ouest et Carcassonne au sud-est et celles de Castres au nord-est et Pamiers au sud-ouest. C'est l'ancien « Pays de Cocagne », lié à la fois à la culture du pastel et à l’abondance des productions, et de « grenier à blé du Languedoc ».
La superficie de la commune de Lanta est de 3 012 hectares et son altitude varie de 159  à   275 mètres. sur les coteaux du Lauragais.

### Communes limitrophes
Lanta est limitrophe de neuf autres communes.
Les communes limitrophes sont  Aurin, Bourg-Saint-Bernard, Caraman, Prunet, Préserville, Saint-Pierre-de-Lages, Sainte-Foy-d'Aigrefeuille, Saussens et Vallesvilles.
| Vallesvilles              | Bourg-Saint-Bernard | Saussens, Prunet |
| Saint-Pierre-de-Lages     | Lanta               | Caraman          |
| Sainte-Foy-d'Aigrefeuille | Préserville         | Aurin            |

### Hydrographie

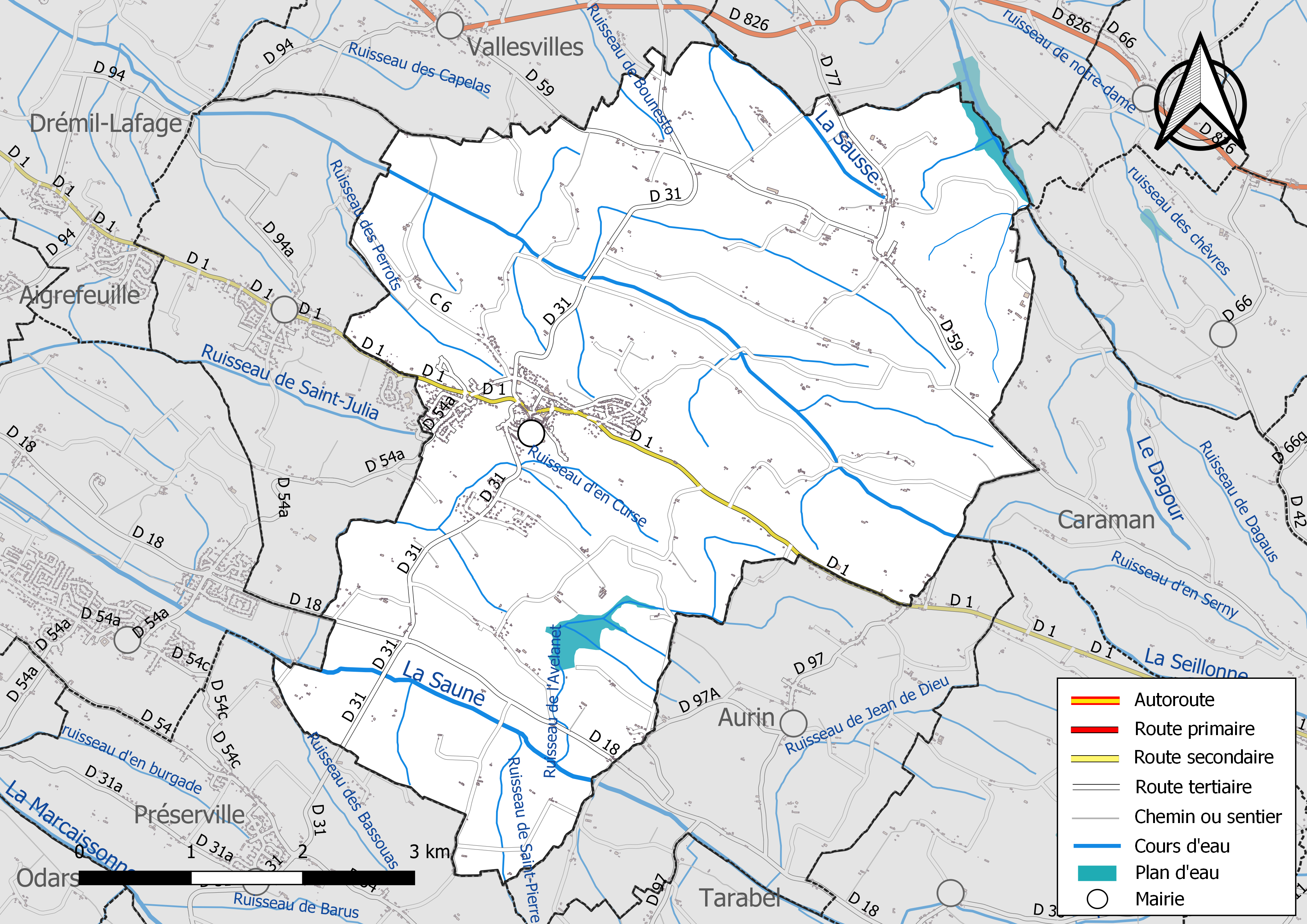
Réseaux hydrographique et routier de Lanta.

La commune est dans le bassin de la Garonne, au sein du bassin hydrographique Adour-Garonne. Elle est drainée par la Saune, la Sausse, la Seillonne, le Dagour, le ruisseau de l'Avelanet, le ruisseau d'en Curse, le ruisseau de Saint-Pierre, le ruisseau des Bassouas, le ruisseau des Perrots et par divers petits cours d'eau, constituant un réseau hydrographique de 43 km de longueur totale,.
La Saune, d'une longueur totale de 31,8 km, prend sa source dans la commune de Vaux et s'écoule vers le sud-est. Elle traverse la commune et se jette dans l'Hers-Mort à Toulouse, après avoir traversé 18 communes.
La Sausse, d'une longueur totale de 22,1 km, prend sa source dans la commune et s'écoule du sud-est vers le nord-ouest. Elle traverse la commune et se jette dans l'Hers-Mort à Toulouse, après avoir traversé 11 communes.
La Seillonne, d'une longueur totale de 24,1 km, prend sa source dans la commune de Caraman et s'écoule du sud-est vers le nord-ouest. Elle traverse la commune et se jette dans la Sausse à L'Union, après avoir traversé 11 communes.
Le Dagour, d'une longueur totale de 10,2 km, prend sa source dans la commune de Caraman et s'écoule du sud-est vers le nord-ouest. Il traverse la commune et se jette dans Le Girou à Verfeil, après avoir traversé 6 communes.

### Climat
Pour des articles plus généraux, voir Climat de l'Occitanie et Climat de la Haute-Garonne.
En 2010, le climat de la commune est de type climat du Bassin du Sud-Ouest, selon une étude s'appuyant sur une série de données couvrant la période 1971-2000. En 2020, Météo-France publie une typologie des climats de la France métropolitaine dans laquelle la commune est exposée à un climat océanique altéré et est dans la région climatique Aquitaine, Gascogne, caractérisée par une pluviométrie abondante au printemps, modérée en automne, un faible ensoleillement au printemps, un été chaud (19,5 °C), des vents faibles, des brouillards fréquents en automne et en hiver et des orages fréquents en été (15 à 20 jours).
Pour la période 1971-2000, la température annuelle moyenne est de 13,2 °C, avec une amplitude thermique annuelle de 15,8 °C. Le cumul annuel moyen de précipitations est de 766 mm, avec 10,2 jours de précipitations en janvier et 5,5 jours en juillet. Pour la période 1991-2020, la température moyenne annuelle observée sur la station météorologique la plus proche, située sur la commune de Ségreville à 10 km à vol d'oiseau, est de 13,4 °C et le cumul annuel moyen de précipitations est de 747,6 mm,. Pour l'avenir, les paramètres climatiques de la commune estimés pour 2050 selon différents scénarios d'émission de gaz à effet de serre sont consultables sur un site dédié publié par Météo-France en novembre 2022.

### Milieux naturels et biodiversité
Aucun espace naturel présentant un intérêt patrimonial n'est recensé sur la commune dans l'inventaire national du patrimoine naturel,,.

## Urbanisme

### Typologie
Au 1er janvier 2024, Lanta est catégorisée bourg rural, selon la nouvelle grille communale de densité à sept niveaux définie par l'Insee en 2022.
Elle est située hors unité urbaine. Par ailleurs la commune fait partie de l'aire d'attraction de Toulouse, dont elle est une commune de la couronne,. Cette aire, qui regroupe 527 communes, est catégorisée dans les aires de 700 000 habitants ou plus (hors Paris),.

### Occupation des sols

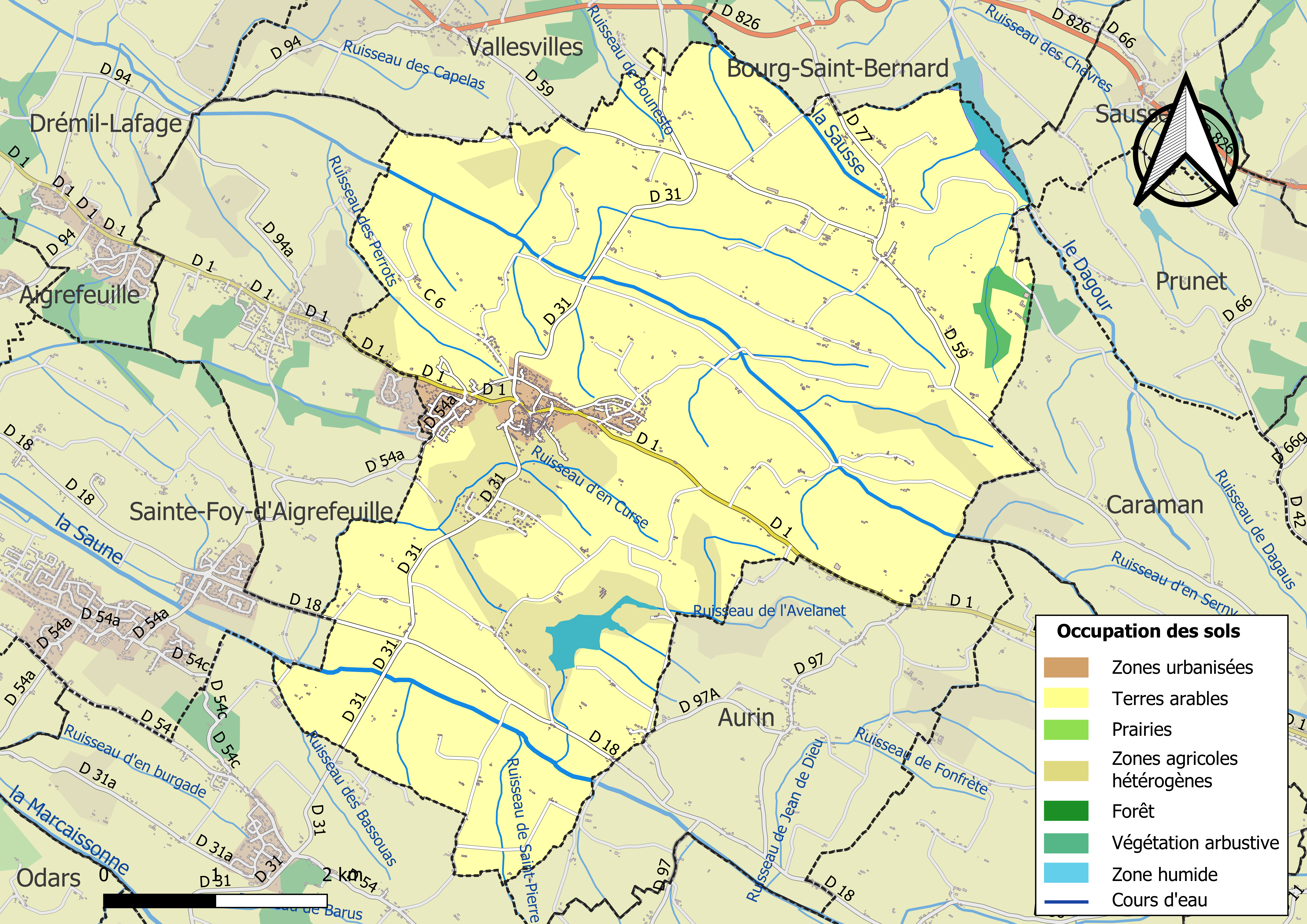
Carte des infrastructures et de l'occupation des sols de la commune en 2018 (CLC).

L'occupation des sols de la commune, telle qu'elle ressort de la base de données européenne d’occupation biophysique des sols Corine Land Cover (CLC), est marquée par l'importance des territoires agricoles (96,6 % en 2018), en diminution par rapport à 1990 (98 %). La répartition détaillée en 2018 est la suivante : 
terres arables (85,5 %), zones agricoles hétérogènes (11,2 %), zones urbanisées (2,3 %), forêts (0,6 %), eaux continentales (0,5 %). L'évolution de l’occupation des sols de la commune et de ses infrastructures peut être observée sur les différentes représentations cartographiques du territoire : la carte de Cassini (XVIIIe siècle), la carte d'état-major (1820-1866) et les cartes ou photos aériennes de l'IGN pour la période actuelle (1950 à aujourd'hui).

### Lieux-dits, hameaux et écarts

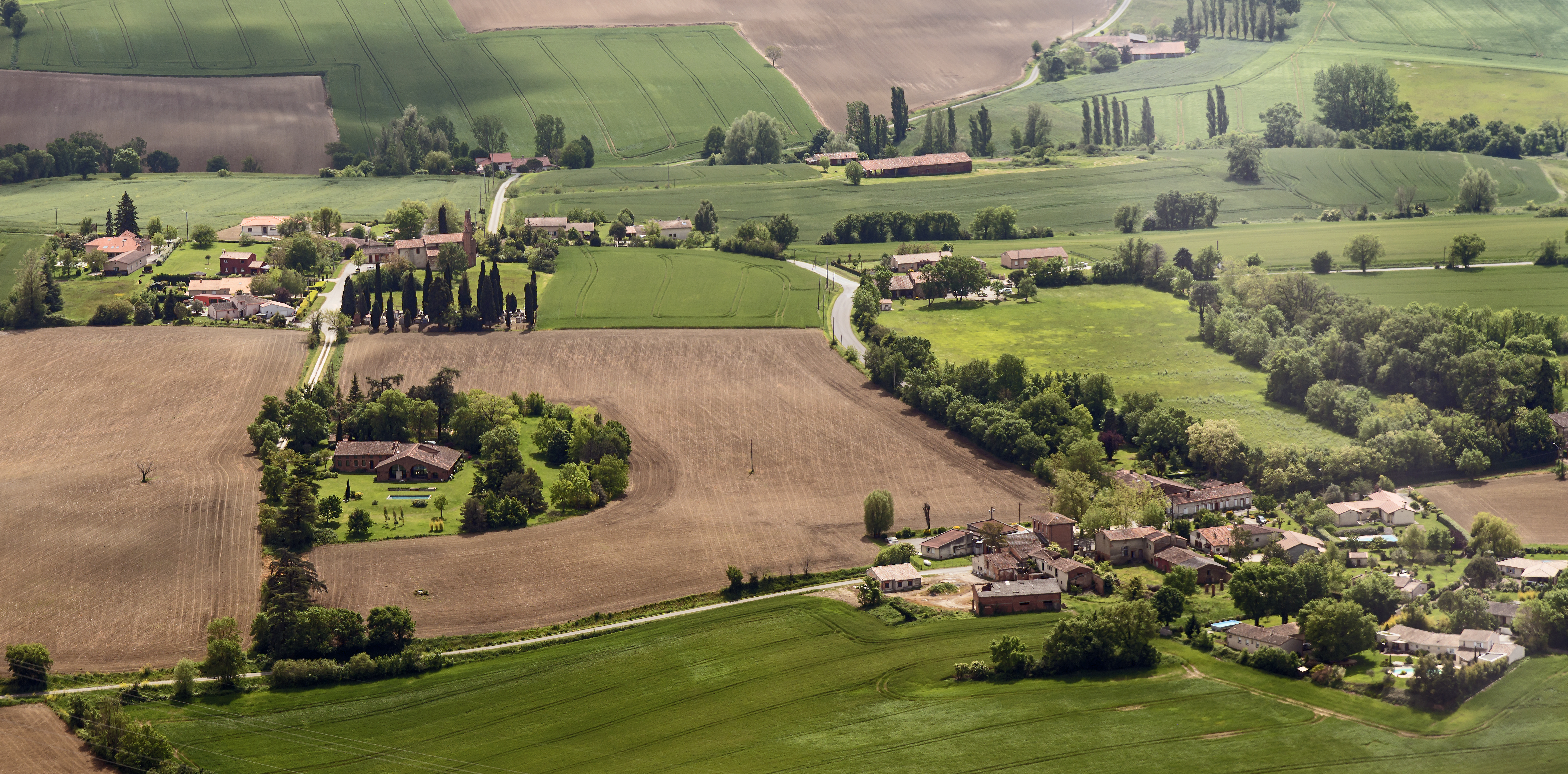
Le hameau de Saint-Anatoly.

Saint-Anatoly, Sainte-Apollonie,

### Habitat et logement
En 2018, le nombre total de logements dans la commune était de 922, alors qu'il était de 798 en 2013 et de 676 en 2008.
Parmi ces logements, 89,8 % étaient des résidences principales, 1,6 % des résidences secondaires et 8,6 % des logements vacants. Ces logements étaient pour 83,9 % d'entre eux des maisons individuelles et pour 16 % des appartements.
Le tableau ci-dessous présente la typologie des logements à Lanta en 2018 en comparaison avec celle de la Haute-Garonne et de la France entière. Une caractéristique marquante du parc de logements est ainsi une proportion de résidences secondaires et logements occasionnels (1,6 %) inférieure à celle du département (4,4 %) et à celle de la France entière (9,7 %). Concernant le statut d'occupation de ces logements, 75,6 % des habitants de la commune sont propriétaires de leur logement (73,4 % en 2013), contre 52,3 % pour la Haute-Garonne et 57,5 % pour la France entière.
| Typologie                                               | Lanta | Haute-Garonne | France entière |
| ------------------------------------------------------- | ----- | ------------- | -------------- |
| Résidences principales (en %)                           | 89,8  | 88,3          | 82,1           |
| Résidences secondaires et logements occasionnels (en %) | 1,6   | 4,4           | 9,7            |
| Logements vacants (en %)                                | 8,6   | 7,3           | 8,2            |

### Voies de communication et transports
La ligne 356 du réseau Arc-en-Ciel relie le centre de la commune à la gare routière de Toulouse depuis Revel.

### Risques naturels et technologiques
Le territoire de la commune de Lanta est vulnérable à différents aléas naturels : météorologiques (tempête, orage, neige, grand froid, canicule ou sécheresse), inondations et séisme (sismicité très faible). Un site publié par le BRGM permet d'évaluer simplement et rapidement les risques d'un bien localisé soit par son adresse soit par le numéro de sa parcelle.
Certaines parties du territoire communal sont susceptibles d’être affectées par le risque d’inondation par débordement de cours d'eau, notamment la Sausse, la Seillonne et le Dagour. La commune a été reconnue en état de catastrophe naturelle au titre des dommages causés par les inondations et coulées de boue survenues en 1982, 1996, 1999, 2000 et 2009,.

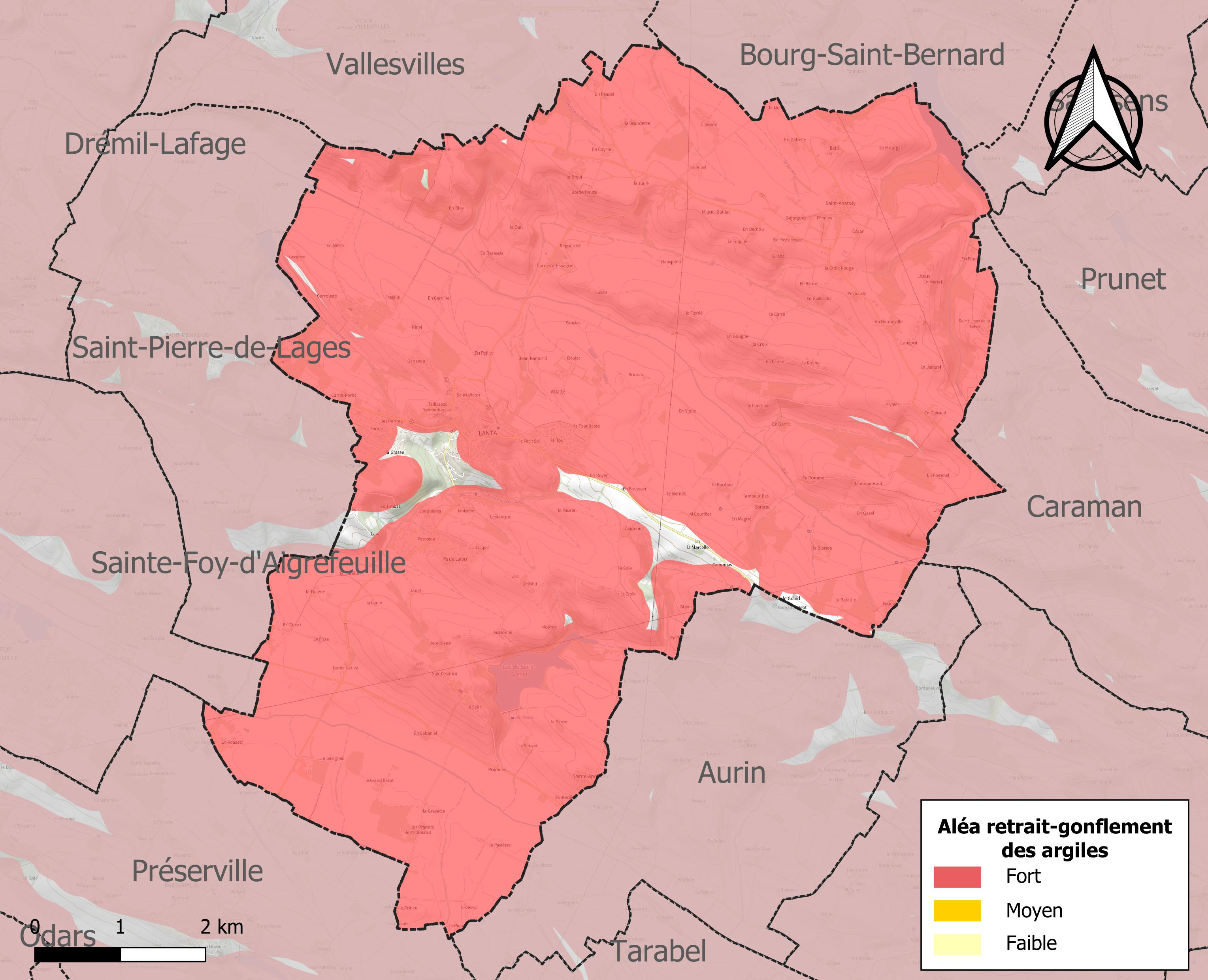
Carte des zones d'aléa retrait-gonflement des sols argileux de Lanta.

Le retrait-gonflement des sols argileux est susceptible d'engendrer des dommages importants aux bâtiments en cas d’alternance de périodes de sécheresse et de pluie. 97,2 % de la superficie communale est en aléa moyen ou fort (88,8 % au niveau départemental et 48,5 % au niveau national). Sur les 776 bâtiments dénombrés sur la commune en 2019, 716 sont en aléa moyen ou fort, soit 92 %, à comparer aux 98 % au niveau départemental et 54 % au niveau national. Une cartographie de l'exposition du territoire national au retrait gonflement des sols argileux est disponible sur le site du BRGM,.
Par ailleurs, afin de mieux appréhender le risque d’affaissement de terrain, l'inventaire national des cavités souterraines permet de localiser celles situées sur la commune.
Concernant les mouvements de terrains, la commune a été reconnue en état de catastrophe naturelle au titre des dommages causés par la sécheresse en 1989, 1991, 1993, 2002, 2003, 2011 et 2017 et par des mouvements de terrain en 1999.

## Toponymie
La localité est appelée en occitan : Lantar.
Lanta est un mot occitan masculin ou féminin qui signifie pastel sauvage. Le Lantarès est la région où l'on produisait le pastel. La production du pastel était une des principales richesses de la région toulousaine. L'hôtel d'Assézat  dont la construction a débuté en 1555 en est le plus beau témoin à Toulouse. Pierre d'Assézat qui en a ordonné la construction était un riche industriel textile (pastelier). Non loin de Lanta se trouve Labastide-Beauvoir où étaient installés les établissements de production du pastel appartenant à Monsieur Beauvoir. Un chemin nommé Lantarèse conduit de Baziège à Labastide-Beauvoir. Baziège était sur la voie romaine allant de Narbonne à Toulouse. Ce chemin Lantarèse passe par deux hameaux très proches l'un de l'autre Côte Vielle et Lantarèse. Le premier toponyme suggère que ce chemin existait du temps des Romains et n'a pris son nom occitan que plus tard vraisemblablement à l'époque où la production du pastel a pris son essor.

## Histoire
Lanta et le Lantarès ont une longue histoire ; un village situé près de Lanta (aujourd'hui disparu) s'appelait Bonac et était chef-lieu d'une baillie.
La région de Lanta est un haut lieu du catharisme (XIIe et XIIIe siècles) et du protestantisme ({{S-{XVI|XVII}}s) ; la tête du catharisme repose sur la puissante famille hérétique des Hunaud de Lanta dont le château primitif était situé un peu au nord de l’église actuelle.
Les Hunaud sont célèbres dans l’histoire médiévale du Lauragais ; ils sont cathares convaincus et fidèles soutiens des comtes de Toulouse Raymond VI et Raymond VII durant la Croisade contre les cathares déclenchée par l’Église catholique romaine (1209-1229) ; plusieurs Hunaud ont participé à la victoire des Occitans à Baziège (1219).
Une femme de la famille est en quelque sorte le symbole des femmes cathares du Lauragais qui ont joué un rôle décisif dans l’essor de la nouvelle religion des « Bonnes Femmes » ; elle s’appelait Marquésia de Fourquevaux, village proche où elle était née ; elle épouse un Hunaud de Lanta ; sa fille est Corba qui épouse en 1205 Raimond de Péreille, seigneur et chef militaire de la citadelle cathare de Montségur ; sa petite-fille est Esclarmonde de Péreille. Les trois femmes, de trois générations, meurent dans les flammes du bûcher du 16 mars 1244, après la chute du château entre les mains de l’armée royale. Les Hunaud sont également les chefs du soulèvement protestant de mars 1562, à Toulouse.
Caraman et une vingtaine de villages des environs formèrent une vicomté, puis un comté autonome en 1484 ; ce comté est, de 1321 à 1670, sous la domination des descendants de Pierre Duèze frère du pape d’Avignon Jean XXII, puis de 1670 jusqu’à la Révolution française de 1789, le comté appartient aux descendants de Pierre-Paul Riquet, le créateur du canal du Midi, appelé alors le Canal royal du Languedoc : Pierre Duèze, né à Cahors, achète la vicomté de Caraman le 20 mai 1321 moyennant 35 000 "petites livres tournois" ; un descendant, Paul d’Escoullan de Monluc de Foix, vend le comté et la baronnie de Saint-Félix le 5 août 1670 à Pierre-Paul Riquet qui devient ainsi comte de Caraman ; son arrière-petit-fils Victor de Riquet épouse une Marie Anne d’Alsace Hénin-Liétard, princesse de Chimay. En 1981, une princesse de Chimay est venue à Caraman et à Revel pour les cérémonies du Tricentenaire du Canal.
Les grandes familles de l’aristocratie méridionale se sont donc intéressées à ces terres de Lanta et de Caraman, témoignage de leur richesse proverbiale. En août 1799, les royalistes s’en emparent dans leur tentative de prendre Toulouse.

## Politique et administration

### Rattachements administratifs et électoraux

#### Rattachements administratifs
La commune se trouve depuis 1926 dans l'arrondissement de Toulouse du département de la Haute-Garonne.
Elle était depuis 1793 le chef-lieu du canton de Lanta. Dans le cadre du redécoupage cantonal de 2014 en France, cette circonscription administrative territoriale a disparu, et le canton n'est plus qu'une circonscription électorale.

#### Rattachements électoraux
Pour les élections départementales, la commune fait partie depuis 2014 du canton de Revel
Pour l'élection des députés, elle fait partie de la dixième circonscription de la Haute-Garonne.

### Intercommunalité
Lanta, jusqu'alors commune isolée, rejoint le 1er janvier 2014 dans le cadre des prescriptions de la loi de réforme des collectivités territoriales du 16 décembre 2010, qui a prévu le renforcement et la simplification des intercommunalités et la constitution de structures intercommunales de grande taille, la communauté de communes Cœur Lauragais, un établissement public de coopération intercommunale (EPCI) à fiscalité propre créé en 2002 et auquel la commune avait transféré un certain nombre de ses compétences, dans les conditions déterminées par le code général des collectivités territoriales.
Dans le cadre des dispositions de la loi portant nouvelle organisation territoriale de la République du 7 août 2015, qui prévoit que les établissements publics de coopération intercommunale (EPCI) à fiscalité propre doivent avoir un minimum de 15 000 habitants, cette intercommunalité a fusionné avec ses voisines pour former, le 1er janvier 2017, la communauté de communes des Terres du Lauragais, dont est désormais membre la commune.

### Tendances politiques et résultats
Lors du premier tour des élections municipales de 2020 en Haute-Garonne, la liste DVG menée le maire sortant par Marc Mengaud obtient la majorité absolue des suffrages exprimés, avec 652 voix (60,87 %, 16 conseillers municipaux élus dont 4 communautaires), devançant largement celle DVD menée par Frédéric Castelle, qui a recueilli 419 voix (39,12 %, 3 conseillers municipaux élus dont 1 communautaire).
Lors de ce scrutin, 20,10 % des électeurs se sont abstenus
Lors du premier tour des élections municipales de 2020 en Haute-Garonne, la liste menée par le maire sortant Marc Mengaud obtient à nouveau la majorité absolue des suffrages exprimés, avec 633 voix (61,81 %, 16 conseillers municipaux élus dont 3 communautaires), devançant très largement celles menées respectivement par : 

- Rémi Diaz (295 voix, 28,80 %, 3 conseillers municipaux élus) ; 

- Frédéric Castelle (96 voix, 9,37 %, pas d'élus).

Lors de ce scrutin marqué par la Pandémie de Covid-19 en France, 34,01 % des électeurs se sont abstenus.

### Administration municipale
Le nombre d'habitants étant compris entre 1 500 habitants et 2 499 habitants, le nombre de membres du conseil municipal pour l'élection de 2014 est de dix-neuf, y compris le maire et ses adjoints.

### Liste des maires
| Période                                  | Période                       | Identité                                 | Étiquette    | Qualité |
| ---------------------------------------- | ----------------------------- | ---------------------------------------- | ------------ | --- |
| Les données manquantes sont à compléter. |                               |                                          |              | |
|                                          |                               | Joseph Jean Jacques André de Laplagnolle |              | Propriétaire Conseiller général de Lanta (1848 → 1871) |
| Les données manquantes sont à compléter. |                               |                                          |              | |
| 1959                                     | 1989                          | François Couranjou                       | FGDS puis PS | Suppléant du député Georges Delpech (1967 → 1968) |
| mars 1989                                | octobre 2022,                 | Marc Mengaud                             | DVG          | Fonctionnaire Vice-président de la CC des Terres du Lauragais (2017 → 2022) Vice-président du Syndicat d’énergie de la Haute-Garonne ( ? → 2022) Démissionnaire d'office |
| octobre 2022                             | En cours (au 16 février 2023) | Rémi Diaz                                |              | |

## Équipements et services publics

### Eau et déchets
La collecte et le traitement des déchets des ménages et des déchets assimilés ainsi que la protection et la mise en valeur de l'environnement se font dans le cadre du SIPOM (syndicat mixte de Revel).

### Enseignement
Lanta fait partie de l'académie de Toulouse.
L'éducation est assurée sur la commune par un groupe scolaire école maternelle et élémentaire.
Puis le collège les Roussillous situé sur la commune voisine de Saint-Pierre-de-Lages en limite de la commune de Lanta.

### Santé
Centre médical[Quand ?],

### Équipements culturels
Médiathèque, foyer rural, maison des jeunes,

## Population et société

### Démographie
L'évolution du nombre d'habitants est connue à travers les recensements de la population effectués dans la commune depuis 1793. Pour les communes de moins de 10 000 habitants, une enquête de recensement portant sur toute la population est réalisée tous les cinq ans, les populations de référence des années intermédiaires étant quant à elles estimées par interpolation ou extrapolation. Pour la commune, le premier recensement exhaustif entrant dans le cadre du nouveau dispositif a été réalisé en 2004.

En 2022, la commune comptait 2 269 habitants, en évolution de +11,88 % par rapport à 2016 (Haute-Garonne : +8,02 %, France hors Mayotte : +2,11 %).
| 1793  | 1800  | 1806  | 1821  | 1831  | 1836  | 1841  | 1846  | 1851  |
| ----- | ----- | ----- | ----- | ----- | ----- | ----- | ----- | ----- |
| 1 400 | 1 455 | 1 463 | 1 475 | 1 640 | 1 705 | 1 705 | 1 729 | 1 760 |

| 1856  | 1861  | 1866  | 1872  | 1876  | 1881  | 1886  | 1891  | 1896  |
| ----- | ----- | ----- | ----- | ----- | ----- | ----- | ----- | ----- |
| 1 710 | 1 665 | 1 624 | 1 525 | 1 466 | 1 449 | 1 405 | 1 331 | 1 326 |

| 1901  | 1906  | 1911  | 1921 | 1926 | 1931 | 1936 | 1946 | 1954 |
| ----- | ----- | ----- | ---- | ---- | ---- | ---- | ---- | ---- |
| 1 244 | 1 187 | 1 169 | 952  | 991  | 971  | 975  | 989  | 972  |

| 1962 | 1968 | 1975 | 1982  | 1990  | 1999  | 2004  | 2006  | 2009  |
| ---- | ---- | ---- | ----- | ----- | ----- | ----- | ----- | ----- |
| 913  | 874  | 908  | 1 026 | 1 144 | 1 175 | 1 337 | 1 416 | 1 601 |

| 2014  | 2019  | 2022  | - | - | - | - | - | - |
| ----- | ----- | ----- | - | - | - | - | - | - |
| 1 840 | 2 155 | 2 269 | - | - | - | - | - | - |

| selon la population municipale des années : | 1968 | 1975 | 1982 | 1990 | 1999 | 2006 | 2009 | 2013 |
| Rang de la commune dans le département      | 83   | 104  | 119  | 110  | 122  | 122  | 117  | 114  |
| Nombre de communes du département           | 592  | 582  | 586  | 588  | 588  | 588  | 589  | 589  |

### Manifestations culturelles et festivités
La vie culturelle et festive de Lanta est relativement riche. La fête du village, organisée traditionnellement par le comité des fêtes, se déroule le 1er weekend de juillet.
Parmi les différentes manifestations qui s'échelonnent sur l’année, il y a deux événements majeurs.
Vers mars ou avril se tient le festival de BD et jeunesse organisé par l’association LantaBulles. Bien que récent, il connaît une belle notoriété  grâce à la présence d’auteurs de renom dont le Lantanais Marc N'Guessan et son proche voisin et ami Serge Carrère.
Puis, en novembre, c’est la fête de la soupe, organisée par l’association La Solédra qui réunit un vaste public autour des stands abritant les faiseurs de soupes. Cette manifestation met en scène le concours de la meilleure soupe mais aussi du plus beau décor de stand. La soirée, jalonnée d’animations de rue, offre une place de choix à la musique et au spectacle de feu qui clôt la fête.

### Sports et loisirs
Football, tennis, pétanque, chasse, terrain multisports, skate park,
Projet de club/école de rugby, qui serait associé en regroupement avec un club voisin possédant une école de rugby[réf. nécessaire]

## Économie

### Revenus
En 2018  (données Insee publiées en septembre 2021), la commune compte 826 ménages fiscaux, regroupant 2 152 personnes. La médiane du revenu disponible par unité de consommation est de 25 840 € (23 140 € dans le département). 61 % des ménages fiscaux sont imposés (55,3 % dans le département).

### Emploi
|                | 2008  | 2013  | 2018  |
| -------------- | ----- | ----- | ----- |
| Commune        | 5,3 % | 6,4 % | 4,9 % |
| Département    | 7,7 % | 9,6 % | 9,3 % |
| France entière | 8,3 % | 10 %  | 10 %  |

En 2018, la population âgée de 15 à 64 ans s'élève à 1 347 personnes, parmi lesquelles on compte 82 % d'actifs (77,1 % ayant un emploi et 4,9 % de chômeurs) et 18 % d'inactifs,. Depuis 2008, le taux de chômage communal (au sens du recensement) des 15-64 ans est inférieur à celui de la France et du département.
La commune fait partie de la couronne de l'aire d'attraction de Toulouse, du fait qu'au moins 15 % des actifs travaillent dans le pôle,. Elle compte 319 emplois en 2018, contre 347 en 2013 et 276 en 2008. Le nombre d'actifs ayant un emploi résidant dans la commune est de 1 057, soit un indicateur de concentration d'emploi de 30,2 % et un taux d'activité parmi les 15 ans ou plus de 69,1 %.
Sur ces 1 057 actifs de 15 ans ou plus ayant un emploi, 139 travaillent dans la commune, soit 13 % des habitants. Pour se rendre au travail, 91,4 % des habitants utilisent un véhicule personnel ou de fonction à quatre roues, 2 % les transports en commun, 3,3 % s'y rendent en deux-roues, à vélo ou à pied et 3,2 % n'ont pas besoin de transport (travail au domicile).

### Activités hors agriculture

#### Secteurs d'activités
185 établissements sont implantés  à Lanta au 31 décembre 2019. Le tableau ci-dessous en détaille le nombre par secteur d'activité et compare les ratios avec ceux du département,.
| Secteur d'activité                                                                                        | Commune | Commune | Département |
| Secteur d'activité                                                                                        | Nombre  | %       | %           |
| --- | ------- | ------- | ----------- |
| Ensemble                                                                                                  | 185     | 100 %   | (100 %)     |
| Industrie manufacturière, industries extractives et autres                                                | 17      | 9,2 %   | (5,7 %)     |
| Construction                                                                                              | 36      | 19,5 %  | (12 %)      |
| Commerce de gros et de détail, transports, hébergement et restauration                                    | 31      | 16,8 %  | (25,9 %)    |
| Information et communication                                                                              | 4       | 2,2 %   | (4,1 %)     |
| Activités financières et d'assurance                                                                      | 7       | 3,8 %   | (3,8 %)     |
| Activités immobilières                                                                                    | 10      | 5,4 %   | (4,2 %)     |
| Activités spécialisées, scientifiques et techniques et activités de services administratifs et de soutien | 32      | 17,3 %  | (19,8 %)    |
| Administration publique, enseignement, santé humaine et action sociale                                    | 35      | 18,9 %  | (16,6 %)    |
| Autres activités de services                                                                              | 13      | 7 %     | (7,9 %)     |

Le secteur de la construction est prépondérant sur la commune puisqu'il représente 19,5 % du nombre total d'établissements de la commune (36 sur les 185 entreprises implantées  à Lanta), contre 12 % au niveau départemental.

#### Entreprises et commerces
Les cinq entreprises ayant leur siège social sur le territoire communal qui génèrent le plus de chiffre d'affaires en 2020 sont : 
- Eco Systeme Energie, travaux d'installation d'équipements thermiques et de climatisation (483 k€)
- SARL Leleu, réparation d'ordinateurs et d'équipements périphériques (479 k€)
- Leleu - Sis, travaux d'installation électrique dans tous locaux (231 k€)
- Alytec Diffusion, commerce de gros (commerce interentreprises) non spécialisé (166 k€)
- BJ Services, construction de maisons individuelles (155 k€)

L'agriculture basée sur la culture de céréales (maïs, blé…) a encore une place importante mais tend à diminuer en faveur de zones résidentielles liées à la proximité de l'agglomération toulousaine puisque Lanta se trouve dans son aire urbaine.

### Agriculture
La commune est dans le Lauragais, une petite région agricole occupant le nord-est du département de la Haute-Garonne, dont les coteaux portent des grandes cultures en sec avec une dominante blé dur et tournesol. En 2020, l'orientation technico-économique de l'agriculture  sur la commune est la culture de céréales et/ou d'oléoprotéagineuses.
|               | 1988  | 2000  | 2010  | 2020  |
| ------------- | ----- | ----- | ----- | ----- |
| Exploitations | 54    | 38    | 27    | 25    |
| SAU (ha)      | 2 305 | 2 147 | 1 871 | 1 609 |

Le nombre d'exploitations agricoles en activité et ayant leur siège dans la commune est passé de 54 lors du recensement agricole de 1988  à 38 en 2000 puis à 27 en 2010 et enfin à 25 en 2020, soit une baisse de 54 % en 32 ans. Le même mouvement est observé à l'échelle du département qui a perdu pendant cette période 57 % de ses exploitations,. La surface agricole utilisée sur la commune a également diminué, passant de 2 305 ha en 1988 à 1 609 ha en 2020. Parallèlement la surface agricole utilisée moyenne par exploitation a augmenté, passant de 43 à 64 ha.

## Culture locale et patrimoine

### Lieux et monuments
- La mairie-école, œuvre de l’architecte Jacques-Jean Esquié
- Église Notre-Dame-de-l'Assomption
- Église Sainte-Apollonie (hameau de Sainte-Apollonie)
- Église Saint-Sernin (hameau Sanissac)
- Église Saint-Anatoly, au hameau Saint-Anatoly[55] : 
Mentionnée dès le Xe siècle comme rattachée au monastère de Saint-Sernin de Toulouse. En 1596, l'édifice dédié à saint Abdon et saint Sennen est brûlé par les protestants. L'église est plusieurs fois restaurée notamment en 1849 par les soins de l'architecte toulousain Urbain Vitry.
- Pigeonnier du XVIIe siècle

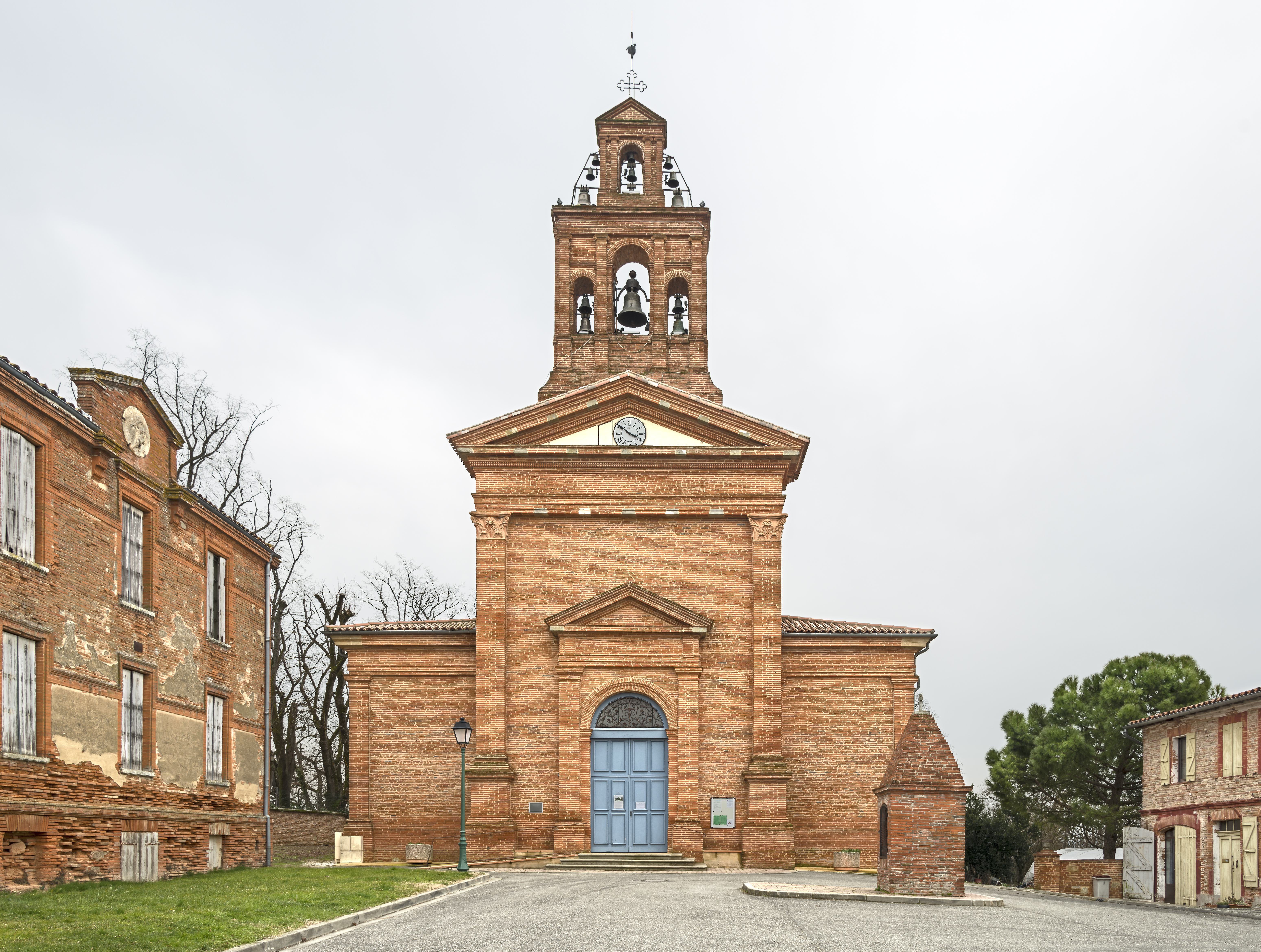
Église Notre-Dame-de-l'Assomption.
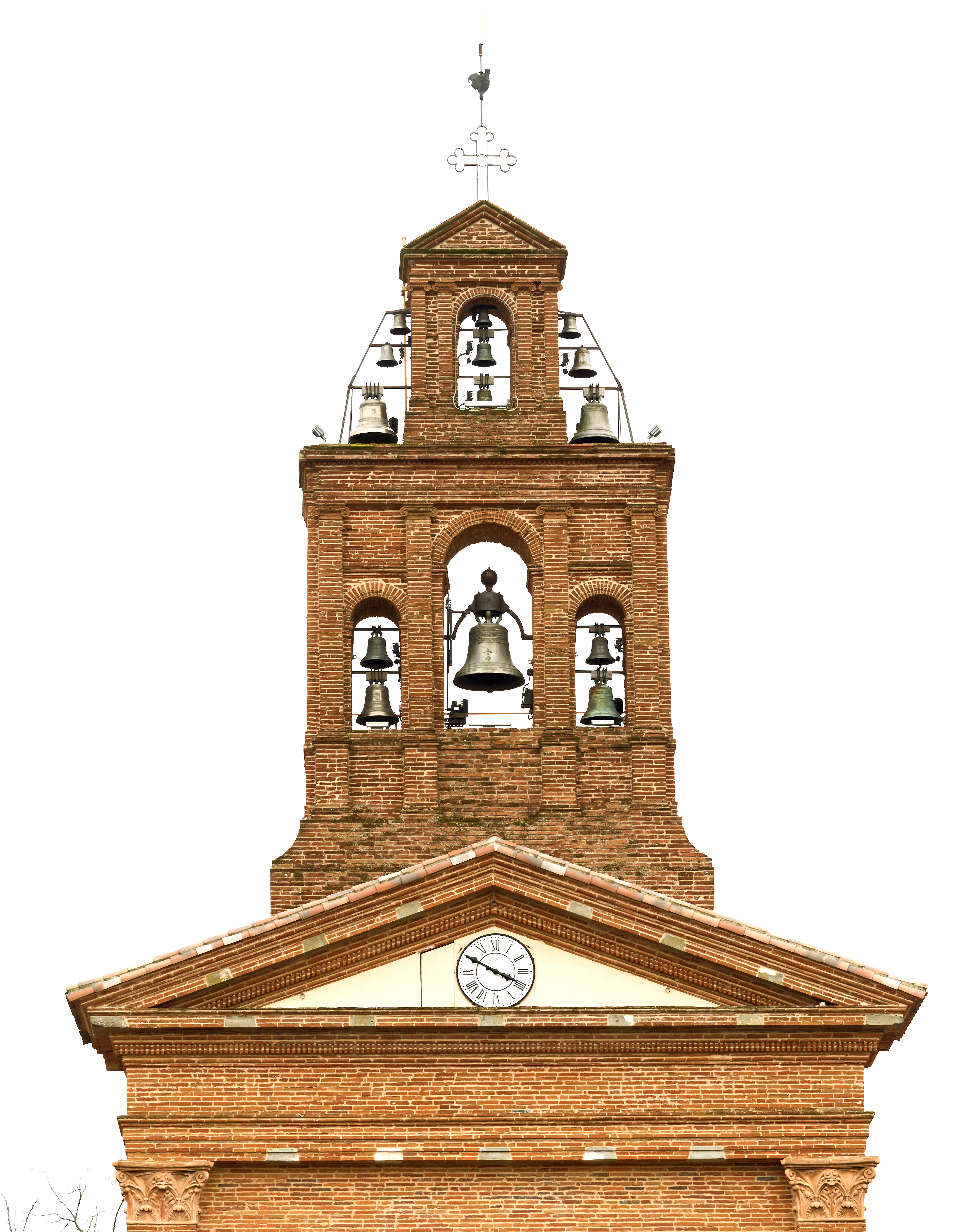
Le clocher-mur de l'église Notre-Dame-de-l'Assomption.
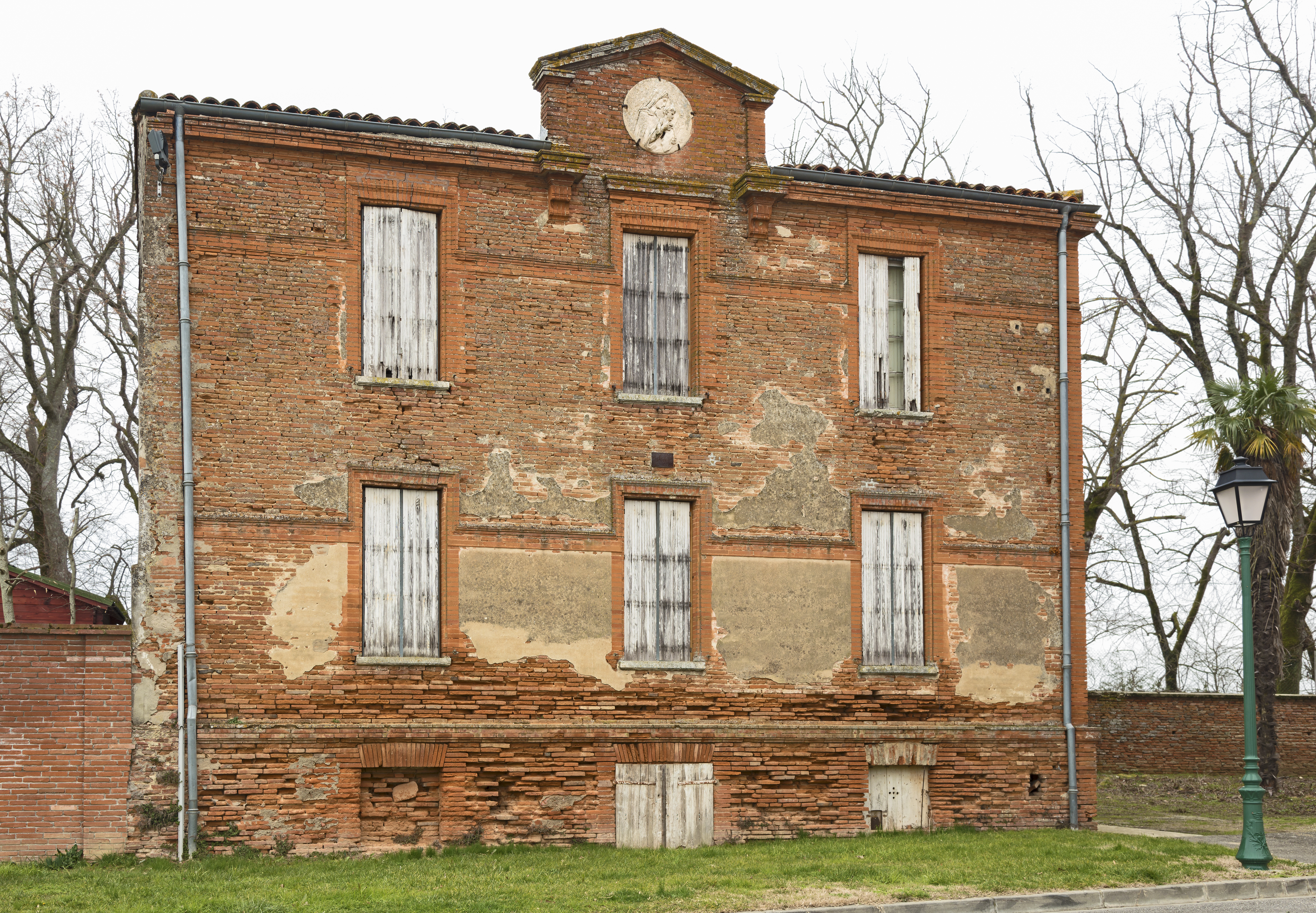
L'ancien presbytère.
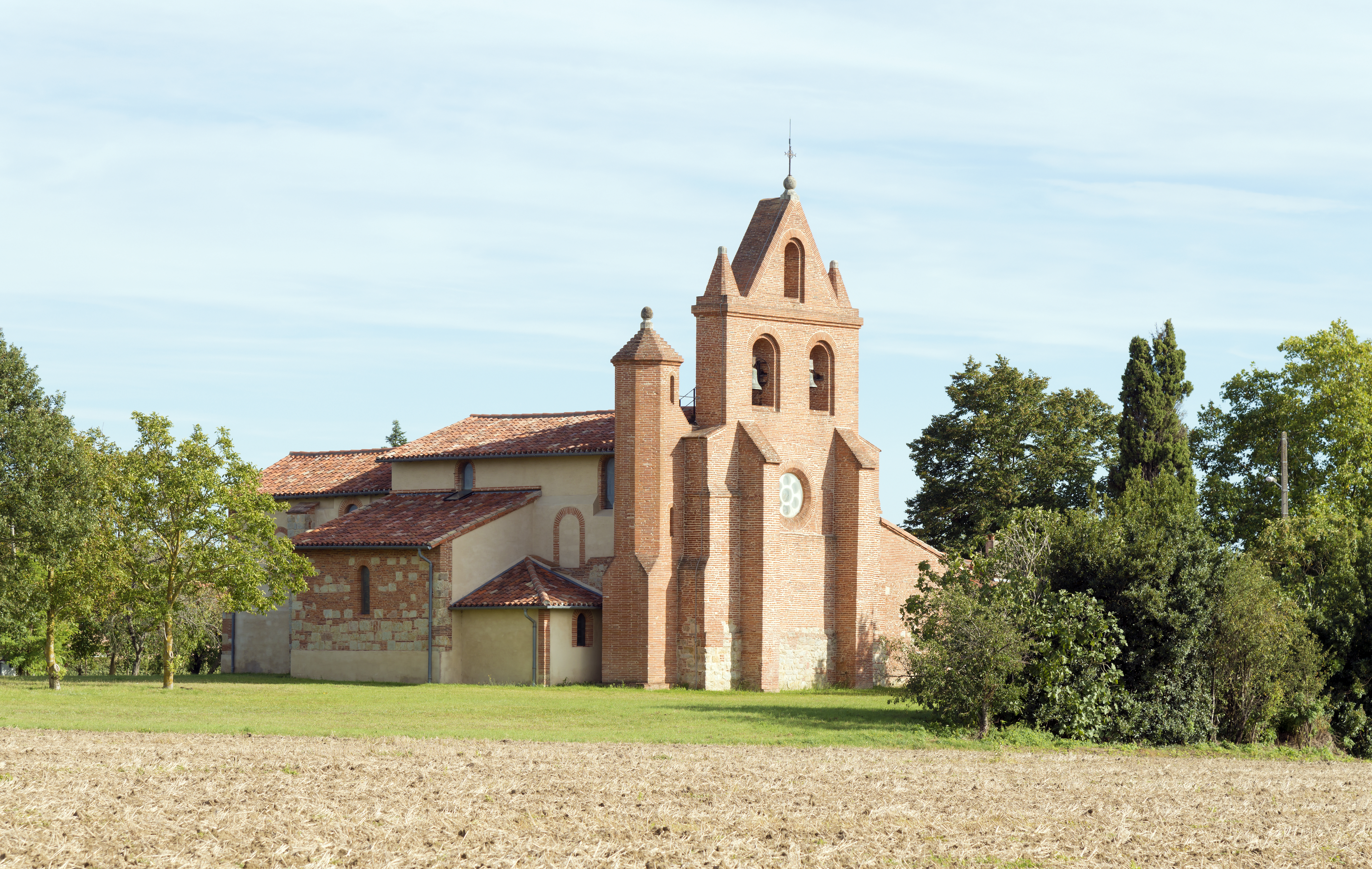
Église de Saint-Anatoly.
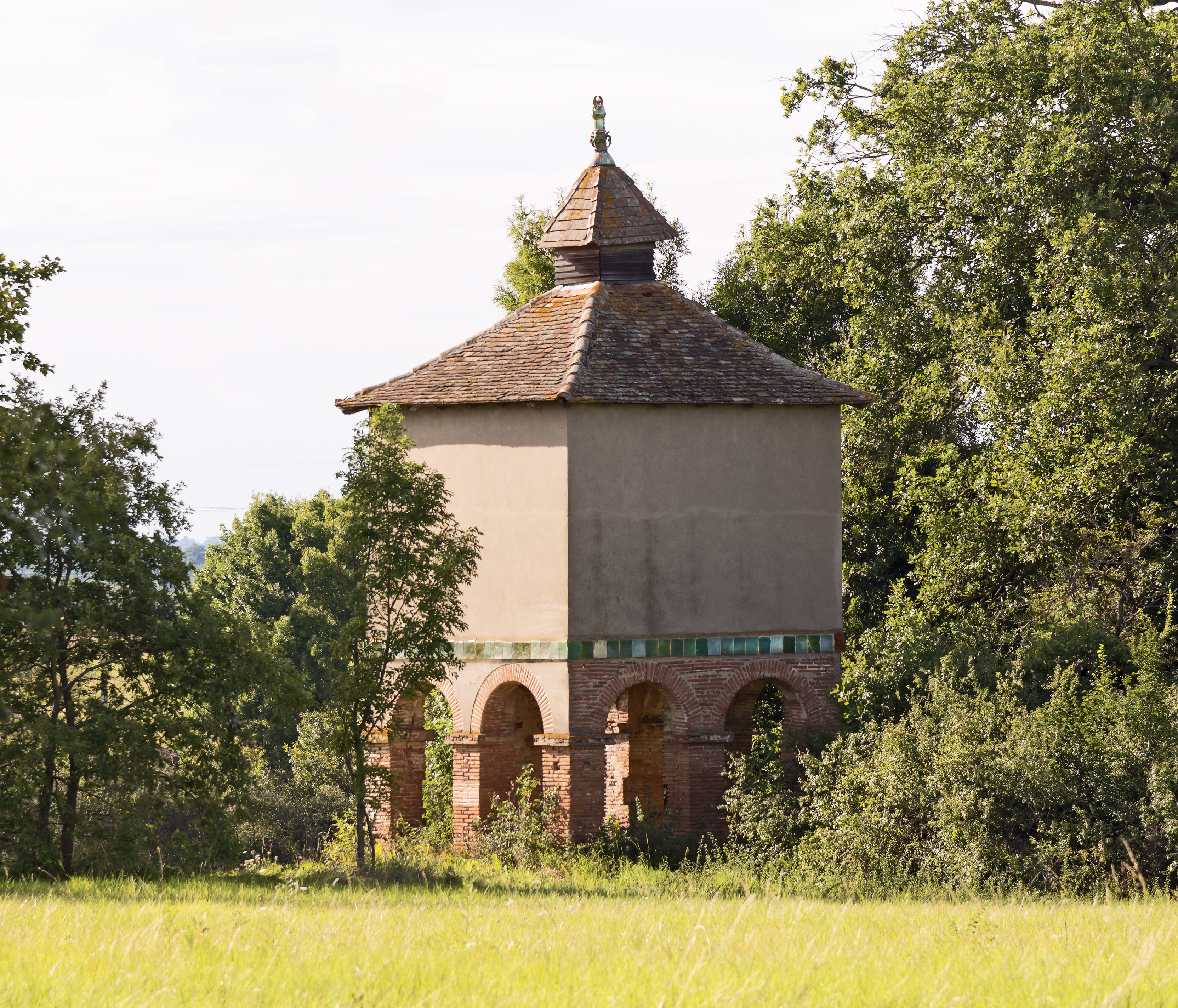
Pigeonnier de Saint-Anatoly.

### Personnalités liées à la commune
- Pierre-Roger de Mirepoix (Pierre-Roger IX de Mirepoix le jeune, 1194 ?-1284 ?), seigneur de Mirepoix dans l'Ariège, vassal pour ses terres du Comté de Foix, sans doute issu de la famille des seigneurs de Lanta.
- Maurice Bayrou (1905-1996), homme politique français, ingénieur agricole et vétérinaire de profession, y est né.
- Bernard V de Comminges décède à Lanta le samedi 30 novembre 1241.
- Jean-Mathias de Barthélemy de Gramont.

### Héraldique
| Blason de Lanta | Blason  | Parti : au premier d'azur à la lettre L capitale d'argent, au second de gueules aux trois fasces d'or. |
| Blason de Lanta | Détails | Le statut officiel du blason reste à déterminer.                                                       |

## Pour approfondir